# James Wilkes
James Robert Wilkes (nacido el 1 de abril de 1958 en Nashville, Tennessee) es un exjugador de baloncesto estadounidense que disputó tres temporadas en la NBA, además de jugar un año en la CBA. Con 2,00 metros de estatura, jugaba en la posición de alero.

## Trayectoria deportiva

### Universidad
Jugó durante cuatro temporadas con los Bruins de la Universidad de California en Los Ángeles, en las que promedió 6,3 puntos, 3,7 rebotes y 1,8 asistencias por partido. Recibió en dos temporadas el Bruin Bench Award, premio que reconoce al jugador más mejorado de una temporada a otra dentro del equipo.

### Profesional
Fue elegido en la quincuagésima posición del Draft de la NBA de 1980 por Chicago Bulls, donde jugó dos temporadas, siendo la más destacada la segunda de ellas, en la que promedió 5,5 puntos y 2,8 rebotes por partido.
Al término de la misma fue despedido, marchándose a jugar a los Detroit Spirits de la CBA. En el mes de enero de 1983 fue llamado por los Detroit Pistons, con quienes encadenó dos contratos consecutivos de 10 días, disputando 9 partidos en los que promedió 3,8 puntos y 2,1 rebotes. Regresó posteriormente a los Spirits, con los que ganó la liga de 1983.

## Estadísticas de su carrera en la NBA

### Temporada regular
| Temporada | Edad | Equipo          | Liga | P   | TIT | MIN  | TC  | TCA | %TC  | 3P  | 3PA | %3P  | TL  | TLA | %TL  | R.OF. | R.DEF. | REB | ASIS | ROB | TAP | PER | FP  | PTS |
| 1980-81   | 22   | Chicago Bulls   | NBA  | 48  |     | 11.3 | 1.8 | 3.8 | .462 | 0.0 | 0.0 | .000 | 0.6 | 0.9 | .690 | 0.8   | 1.3    | 2.0 | 0.6  | 0.5 | 0.3 | 0.7 | 1.8 | 4.1 |
| 1981-82   | 23   | Chicago Bulls   | NBA  | 57  | 22  | 15.1 | 2.2 | 4.7 | .481 | 0.0 | 0.0 | .000 | 1.0 | 1.4 | .725 | 1.1   | 1.7    | 2.8 | 1.1  | 0.5 | 0.3 | 1.1 | 2.0 | 5.5 |
| 1982-83   | 24   | Detroit Pistons | NBA  | 9   | 0   | 14.3 | 1.2 | 3.8 | .324 | 0.0 | 0.1 | .000 | 1.3 | 1.7 | .800 | 1.0   | 1.1    | 2.1 | 1.1  | 0.3 | 0.1 | 0.6 | 2.4 | 3.8 |
| Total     |      |                 | NBA  | 114 | 22  | 13.4 | 2.0 | 4.2 | .463 | 0.0 | 0.0 | .000 | 0.9 | 1.2 | .723 | 0.9   | 1.5    | 2.4 | 0.9  | 0.5 | 0.3 | 0.9 | 1.9 | 4.8 |

### Playoffs
| Temp.   | Edad | Equipo        | Liga | P | MIN | TCA | TC | 3PA | 3P | TLA | TL | R.OF. | REB | ASIS | ROB | TAP | PER | FP | PTS | %TC  | %3P | %FT | MIN | PTS | REB | AST |
| 1980-81 | 22   | Chicago Bulls | NBA  | 2 | 5   | 0   | 1  | 0   | 0  | 0   | 0  | 0     | 1   | 1    | 1   | 0   | 2   | 0  | 0   | .000 |     |     | 2.5 | 0.0 | 0.5 | 0.5 |
| Total   |      |               | NBA  | 2 | 5   | 0   | 1  | 0   | 0  | 0   | 0  | 0     | 1   | 1    | 1   | 0   | 2   | 0  | 0   | .000 |     |     | 2.5 | 0.0 | 0.5 | 0.5 |